# Normalność roztworu
Normalność roztworu (stężenie normalne, stężenie równoważnikowe) – jeden ze sposobów wyrażenia stężenia substancji w mieszaninie (roztworze), zdefiniowany jako stosunek liczby gramorównoważników tej substancji do objętości roztworu. Stężenie normalne oznaczane jest symbolem N, odpowiadającym jednostce val/dm³ bądź mval/cm³, co czytane jest jako „normalny”, np. roztwór 0,75 N to roztwór „0,75-normalny”. Ze względu na definicję gramorównoważnika, stężenie normalne roztworu może być różne w zależności od przebiegającej reakcji, a dodatkowo jest funkcją temperatury (z uwagi na zależność objętości od temperatury). Stosowanie normalności roztworu, z powodu nieścisłości tego pojęcia, nie jest zalecane przez Międzynarodową Unię Chemii Czystej i Stosowanej.
Stężenie normalne jest najczęściej stosowane w analizie objętościowej:
- w alkacymetrii roztwór 1-normalny kwasu lub zasady powoduje odpowiednio odszczepienie lub przyłączenie 1 gramojonu[b] protonów (H+
):
H
2SO
4 ⇄ SO2−
4 + 2H+

H
3PO
4 ⇄ PO3−
4 + 3H+

1-molowy kwas siarkowy jest 2-normalny, ponieważ odszczepia 2 mole protonów, a 1-molowy kwas fosforowy jest 3-normalny
- w redoksometrii roztwór 1-normalny to taki, który jest zdolny do oddania lub pobrania 1 mola elektronów[7][8]
Br
2 + 2e−
 ⇄ 2Br−

Fe3+
 + 1e−
 ⇄ Fe2+

1-molowy roztwór bromu jest 2-normalny, ponieważ pobiera 2 mole elektronów, a 1-molowy roztwór jonów żelaza(III) jest 1-normalny

W medycynie stężenie normalne stosuje się do wyrażania stężenia substancji w płynach ustrojowych (przy czym najczęściej w wymiarze mval/l ze względu na bardzo małe ilości substancji).